# جامعة جاومي الأول
جامعة جاومي الأول (بالإسبانية: Universidad Jaume I)‏ هي جامعة تقع في مدينة كاستيلو دي لا بلانا، بمنطقة بلنسية، إسبانيا. تأسست في عام 1991، وفي عام 2014 كان هناك ما يقرب من 15000 طالب مسجل يشاركون في حرم جامعي واحد. يمتد الحرم الجامعي الذي تصل مساحته 176000 متر مربع، على 4 كليات والعديد من مباني البحث والإدارة حول حديقة مركزية تبلغ مساحتها 13000 متر مربع، تسمى حديقة الحواس. سميت على اسم خايمي الأول ملك أراغون، الملك الذي أسس مملكة بلنسية.

## الشراكة الدولية
تشارك الجامعة في جميع البرامج الدولية المنفذة في جميع أنحاء الاتحاد الأوروبي، مثل سقراط ايراسموس وليوناردو، وألفا، وكذلك تلك التي تنظمها الحكومة الإسبانية، بما في ذلك برنامج التعاون بين الجامعات.
الجامعة منفتحة على المخططات الجديدة التي تساعد على تحسين جودة التدريس والأبحاث التي يتم إجراؤها. تشمل بعض المبادرات الجديرة بالملاحظة المتعلقة بالتدريس كرسي اليونسكو لفلسفة السلام، وكرسي جان مونيه للقانون والوحدة الأوروبية للاقتصاد، وبرنامجي لتدريب المهندسين في أوروبا، وأخيراً برنامج الماجستير والعديد من المبادرات الأخرى.
الجامعة هي جزء من شبكة من جامعات اللغة الكاتالونية، التي تضم 21 جامعة تقع في المناطق الناطقة باللغة الكاتالونية، في أربعة بلدان (أندورا وفرنسا وإيطاليا وإسبانيا).

## أبحاث الجامعة
وفقًا لإصدار 2014 ، تعد الكيمياء ودراسات الأعمال وعلوم المواد أقوى مجالات الجامعة من حيث البحث؛ خوان بيسكيرت أستاذ الفيزياء التطبيقية هو من بين 3000 باحث الأكثر استشهادًا في العالم، وفقًا لتصنيف قائمة «باحثون مشهورون» لعام 2014. داخل إسبانيا تحتل الجامعة المرتبة 32 في جدول الدوري السنوي الذي تنشره صحيفة آل ميندو الإسبانية، والمرتبة 20 وفقًا لتصنيف شبكة الجامعات.
على الرغم من بعض الجهود لتحسين ملفها البحثي الدولي، وفقًا لمعظم جداول الترتيب، فإن الجامعة ليست من بين أفضل 500 جامعة في العالم. وفي عام 2015، صنف مركز تصنيف الجامعات العالمية (CWUR) الجامعة على أنها تأتي في المركز 794 للمنشورات. كما لا تظهر الجامعة في تصنيف شانغهاي (ARWU) الذي يسرد أفضل 500 جامعة في العالم.

## صالة عرض

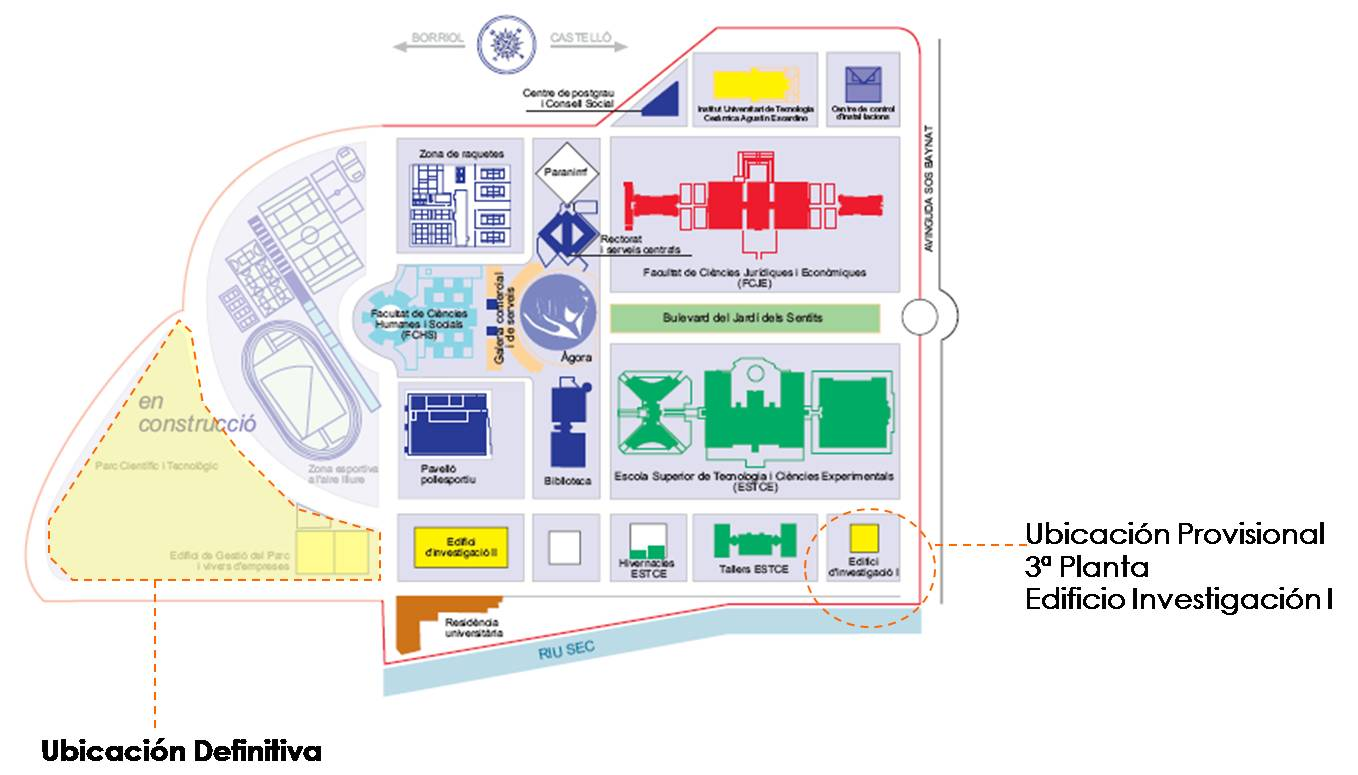
مخطط الموقع

## روابط خارجية
- الموقع الرسمي للجامعة

1. ↑   https://commons.wikimedia.org/wiki/Institution:Universitat_Jaume_I. {{استشهاد ويب}}: |url= بحاجة لعنوان (مساعدة) والوسيط |title= غير موجود أو فارغ (من ويكي بيانات) (مساعدة)